# Virden (Novo México)
Predefinição:Info/Localidade dos Estdos Unidos
Virden é uma vila localizada no estado americano de Novo México, no Condado de Hidalgo.

## Demografia
Segundo o censo americano de 2000, a sua população era de 143 habitantes.
Em 2006, foi estimada uma população de 116, um decréscimo de 27 (-18.9%).

## Geografia
De acordo com o United States Census Bureau tem uma área de 0,6 km², dos quais 0,6 km² cobertos por terra e 0,0 km² cobertos por água.

## Localidades na vizinhança
O diagrama seguinte representa as localidades num raio de 52 km ao redor de Virden.